# Berislav Klobučar
Berislav Klobučar, född 28 augusti 1924 i Zagreb, död 13 juni 2014 i Wien, var en kroatisk dirigent.

## Biografi
Klobučar studerade i Salzburg för Clemens Krauss och Lovro von Matačić. Han var därefter verksam vid Kroatiska nationalteatern i Zagreb (1943-1951), Wiens Opera (1953-), Operan i Graz (1960-1971), Kungliga Operan i Stockholm (1972-1981), Nice Opera (1983-), Metropolitan Opera (1968) och Bayreuthfestspelen (1964, 1967, 1968 och 1969).
I Sverige debuterade Klobučar på Operan med Richard Strauss Elektra år 1965. Han var verksam som musikchef och förste kapellmästare åren 1972-82. Senare var han verksam som gästdirigent, sista gången 1997. Speciellt gjorde han sig känd som uttolkare av Richard Wagners och Richard Strauss operor. Totalt har Klobučar dirigerat 22 produktioner på Operan.

## Diskografi (urval)
- Flotow: Martha. Odeon 1960.
- Lortzing: Zar und Zimmermann. Electrola 1959.
- Offenbach: Hoffmans äventyr. EMI.
- Puccini: La bohème. Columbia 1961.
- Puccini: Madama Butterfly. Columbia 1961.
- Puccini: Madama Butterfly. 1981.
- Puccini: Tosca. EMI.
- Thomas: Mignon. Electrola.
- Wagner: Ragnarök. Melodyia.
- Wagner: Tannhäuser. Melodyia.
- Wagner: Valkyrian. Sony.